# أرييل
أرييل (بالإسبانية: Ariel)‏ هو ملحن ومنتج أسطوانات ودي جيه أرجنتيني، ولد في 14 سبتمبر 1967.

## وصلات خارجية
- الموقع الرسمي
- أرييل على موقع ميوزك برينز (الإنجليزية)
- أرييل على موقع ديسكوغز (الإنجليزية)